# Appendicula neohibernica
Appendicula neohibernica är en orkidéart som beskrevs av Rudolf Schlechter. Appendicula neohibernica ingår i släktet Appendicula och familjen orkidéer. Inga underarter finns listade i Catalogue of Life.